# Aucune des réponses proposées
Aucune des réponses proposées (en serbe cyrillique : Ниједан од понуђених одговора ; en serbe latin : Nijedan od ponuđenih odgovora ; en abrégé : NOPO) est un parti politique serbe fondé en 2010. Il a son siège à Belgrade et est présidé par Nikola Tulimirović.
Le parti se donne officiellement comme mission de défendre les intérêts des Valaques de Serbie.

## Historique
La première assemblée constitutive du NOPO se tient le 15 octobre 2008 à Belgrade et Nikola Tulimirović devient le premier président du parti. L'explication affichée pour la fondation du mouvement est « l'insatisfaction durable vis-à-vis des politiques existantes ».
Moins d'un mois après l'adoption de la « Loi sur les partis politiques » votée par l'Assemblée nationale, le NOPO dépose un recours auprès de la Cour constitutionnelle dans le but de vérifier la constitutionnalité de la loi qui, entre autres, introduit une discrimination financière empêchant, selon lui, la formation de partis politiques.
La loi est finalement promulguée et, le 23 avril 2010, le NOPO est exclu du registre des organisations politiques. Ses membres annoncent alors qu'ils vont refonder le parti en tant que représentant d'une « minorité nationale », pour ne pas payer la taxe de 2,6 milliards de dinars versée par les autres types de parti. La seconde assemblée constitutive se tient le 2 juillet 2010 à Belgrade et le parti est enregistré sur le registre le 14 octobre 2010.
L'activité politique de « Aucune des réponses proposées » commence environ un an plus tard.

## Programme 2012
Dans son programme pour les élections législatives du 6 mai 2012, le parti s'engage à mettre en place un « système électoral personnalisé », c'est-à-dire une élection selon le principe de la liste ouverte. Il se montre partisan d'un « recrutement efficace », notamment avec l'élection directe des procureurs municipaux, et d'un « nettoyage » de l'administration et des entreprises publiques.
Le parti propose un référendum sur l'entrée dans l'Union européenne et dans l'OTAN et demande qu'on en respecte les résultats.
La plate-forme électorale du parti ne mentionne pas la minorité valaque.

## Activités électorales
Lors des élections législatives serbes de 2012, le NOPO présente sa propre liste de 93 candidats. Il recueille 22 905 voix, soit 0,59 % des suffrages, ce qui lui vaut 1 député à l'Assemblée nationale de la république de Serbie au titre de représentant des minorités nationales. Ce siège revient à Nikola Tulimirović, qui est inscrit au groupe parlementaire des députés indépendants.